# Swedair
Swedair var ett regionalt flygbolag med många verksamheter som målflyg, charterflyg, reguljärflyg, försäljning, fotoflyg, specialflyg, robotplatsdrift (Vidsel), affärsflyg, agenturverksamhet samt underhåll av flygplan. Som mest hade bolaget 500 anställda.
Crownair Swedish Ltd AB bildat 1968, statligt 1969 och med Linjeflyg som ägare till hälften sedan 1971 köpte 1975 Svensk Flygtjänst AB bildat 1935 av Tor Eliasson och bytte då namn till Crownair Flygtjänst AB Swedair. År 1976 antogs namnet Swedair AB.
När verksamheten var som störst i mitten av 1980-talet med omkring 500 anställda bedrevs flygverksamheten med 50 flygplan av olika typer. Taxiflyget skedde med tvåmotoriga Cessna, typ 402, 404, 425, 441, Learjet 35 och i dotterbolaget Basair med Cessna 441 och Learjet 35. Målflyget använde MU-2 och Learjet 24 och i Vidsel tre J 32 Lansen. För Luftfartsverkets kontroller av ILS-anläggningar användes en DC-3 baserad i Norrköping. Reguljärflyget bedrevs under 1970-talet och en bit in på 80-talet med DHC-6 Twin Otter och Cessna 404 på egna linjer och senare för Linjeflyg och SAS. Från 1982 egen trafik Örebro-Kastrup med först Cessna 441 och sedan med BAe 31 Jetstream. Via dotterbolaget Swedair i Växjö bedrev bolaget från 1983 trafik åt SAS på linjerna Växjö-Jönköping-Köpenhamn samt Luleå-Kiruna med Fairchild F-27. Året efter påbörjades trafik för Linjeflyg på sträckan Luleå-Sundsvall-Östersund. Under en kortare period flög Swedair även Malmö-Göteborg åt SAS. 1985 integrerades bolaget Swedair i Växjö in i moderbolaget.
Det stora uppsvinget för Swedair’s reguljärtrafik skedde i december 1984, när det första exemplaret av totalt 13 stycken SAAB 340 sattes i trafik. Trafiken var till stor del uppdragsverksamhet för Linjeflyg och SAS inom Skandinavien och till Finland samt Polen. Under två år i början på 1990-talet flög en SAAB 340 mellan Berlin/Tempelhof och Bryssel för SABENA. Och sista året 1994 trafikerades under några månader East Midlands-Bryssel för British Midland och Cardiff-Paris/Charles de Gaulle för Manx Airlines.
Verksamheten med SAAB 340 bedrevs med mycket hög flygsäkerhet. Under 10 års trafik med drygt 10 flygplan, som vardagar flög från 6 på morgonen till 23 på kvällen med ett par timmars uppehåll på eftermiddagen och reducerad trafik lördag/söndag, hände endast två tillbud. Båda skedde vintertid i snöstorm då i båda fallen ena huvudhjulet kom utanför banan, men kom upp på banan igen utan skador på flygplanen eller passagerare.
Swedair övertogs helt av SAS Commuter 1993, varefter verksamheten stegvis avvecklades av SAS från februari 1994 och helt upphörde 31 juli 1994. Detta hände under en tid med relativt god efterfrågan på piloter. Samtliga piloter fick arbete i andra bolag. T.ex. kunde 20 piloter flyga för Crossair i Schweiz under två år med möjlighet till fast anställning därefter. Övriga piloter fick anställning på Skyways, Transwede, Linjeflyg, SAS, NYGE Aero’s målflyg samt flera charterbolag. Och många av flygvärdinnorna och flygteknikerna fick anställning i andra flygbolag. Bolagets sista verkställande direktör var Lars Svanström.